# 日田警察署
日田警察署（ひたけいさつしょ）は、大分県警察が管轄する警察署の一つ。

## 所在地
- 大分県日田市田島2-8-1

## 管轄区域
- 日田市

## 交番
- 日田駅前交番 - 日田市元町54-28
- 隈交番 - 日田市隈1丁目180

## 駐在所
- 有田警察官駐在所 - 日田市大字東有田93-1
- 大明警察官駐在所 - 日田市大字大肥1518-8
- 石井警察官駐在所 - 日田市大字石井石井町1丁目311-1
- 三花警察官駐在所 - 日田市花月310-3
- 光岡警察官駐在所 - 日田市大字友田1401-3
- 中川警察官駐在所 - 日田市天瀬町赤岩96-5
- 天瀬警察官駐在所 - 日田市天瀬町合田2080-1
- 前津江警察官駐在所 - 日田市前津江町大野2184-2
- 上津江警察官駐在所 - 日田市上津江町川原4689-1
- 中津江警察官駐在所 - 日田市中津江村栃野2320-1
- 大山駐警察官在所 - 日田市大山町西大山3470-16

## 警察署の周辺
- 日田市役所
- 大分県立日田高等学校
- 日田田島郵便局

## アクセス
- JR九州久大本線 日田駅から北へ600m
- 日田バス 警察署前にて下車